# Дятлик гірський
Дя́тлик гірський (Campethera tullbergi) — вид дятлоподібних птахів родини дятлових (Picidae). Мешкає в Західній Африці. Раніше вважався конспецифічним з Campethera taeniolaema.

## Опис
Довжина птаха становить 18-20 см, вага 43-66 г. У самців верхня частина тіла, включно з надхвістям, жовтувато-зелена, легко поцяткована темними плямками. Махові пера коричневі з жовтувато-зеленими краями, покривні пера крил мають червоні кінчики, що формують пляму на крилах. Стернові пера темно-коричневі з жовтими кінчиками і зеленими краями. Нижня частина тіла світло-зеленувато-жовта, горло і груди поцятковані дрібними темними плямками, решта нижньої частини тіла поцятковані темними смугами і плямами. Нижні покривні пера крил і хвоста жовтуваті, іноді поцятковані тонкими коричневими смужками.
Пера на лобі і тімені чорні з червоними кінчиками, потилиця червона. Підборіддя і скроні білуваті, поцятковані чорними смужками, за очима темні плями, шия з боків жовтувато-зелена, поцяткована чорними смугами. У самиць червона пляма на голові обмежена потилицею, лоб і тім'я у них чорні, поцятковані білими плямками. Дзьоб зверху чорнуватий, знизу сизий або зеленувато-сірий, лапи тьмяно-оливково-зелені, райдужки червоні.

## Поширення і екологія
Гірські дятлики мешкають в горах Камерунської лінії, зокрема на острові Біоко. Вони живуть на узліссях вологих гірських тропічних лісів та в долинах, на висоті від 900 до 3000 м над рівнем моря. Живляться мурахами та іншими комахами, яких шукають серед епіфітів, моху і лишайників. Сезон розмноження триває в жовтні-листопаді.